# Agios Artemios
Agios Artemios (Άγιος Αρτέμιος in neogreco) è un quartiere di Atene, capitale della Grecia.
Il quartiere si sviluppa intorno all'omonima chiesa. Il principale viale della zona è viale Philolaou.